# Hummelhonung
Hummelhonung är en roman av Torgny Lindgren, utgiven 1995. Den handlar om två trätande ålderstigna bröder i norra Västerbotten, och en katolsk kvinnlig författare som lär känna dem.

## Handling
En kvinnlig författare blir under en tid inneboende hos en äldre man någonstans på landsbygden i norra Västerbotten. Mannen, Hadar, har en bror som heter Olof och som bor i ett annat hus ett stenkast bort, men bröderna skyr varandra som pesten och har inte haft någon kontakt på många år. Det enda bröderna, som båda är dödssjuka, lever för är att överleva den andre, och då de aldrig träffas blir Hadars enda sätt att veta om Olof fortfarande lever att titta efter med jämna mellanrum om det ryker ur hans skorsten.
Författarens ankomst blir katalytisk, dels då hon börjar nysta i deras förflutna och dels då hon i sina samtal med var och en av bröderna tar upp vad den andre sagt, och därmed utgör den första kommunikationskanalen på flera decennier mellan dem, om än indirekt.

## Filmatisering
Boken är förlaga till den ukrainska filmen Braty – ostannja spovid från 2013. I filmen är handlingen förflyttad till ett isolerat och snötäckt område i Karpaterna.